# Douglas Skystreak
Douglas Skystreak (D-558-I) était un appareil de recherche à réaction et aile droite développé par Douglas pour le compte du NACA (ancêtre de la NASA) et de l'US Navy.

## Développement
Le projet fut lancé conjointement par le NACA et l'US Navy en 1945. Le programme prévoyait un appareil de test pour les vols transsoniques et supersoniques. À l'origine, trois phases de développement étaient prévues avec 6 appareils :
- Phase 1 : Un avion à réaction, 2 exemplaires
- Phase 2: Un avion à propulsion mixte (roquette + réacteur) 2 exemplaires.
- Phase 3: Un prototype d'avion de combat avec une cellule redessinée intégrant les résultats des deux premières phases, 2 exemplaires.

Le contrat fut signé le 22 juin 1945, mais fut modifié par la suite, à la suite de l'abandon de la phase 2 (qui déboucha sur le programme D-558-II) et la diminution du nombre d'exemplaires à construire qui passa de 6 à 3.

## En opération
L'avion fut développé afin d'atteindre le mur du son. En dépit de problème lié à son train d'atterrissage, le Skystreak atteint Mach 0,99 en août 1947. Dans le même temps, son concurrent, le Bell X-1 développé pour l'USAF, atteignit Mach 1 en octobre de la même année. Le D-558 continua néanmoins son programme d'essai, mais Douglas entreprit de travailler sur son successeur, le D-558-2 Skyrocket.
Le deuxième avion a été livré au NACA en novembre 1947 et a effectué un total de 19 vols pour cette agence avant de s'écraser au décollage en raison de la désintégration du compresseur le 3 mai 1948, tuant le pilote Howard C. Lilly. Le troisième avion a été livré au NACA en 1949 et a effectué un total de 78 vols avant d'être retiré le 10 juin 1953.

## Version dérivée
- Douglas D-558-II

### Sources
- (en) Bill Yenne, McDonnell Douglas : A Tale of two giants, Crescent Books, 1988, 256 p. (ISBN 0-517-44287-6)
- (en) Melvin Smith, An Illustrated History of Space Shuttle : US winged spacecraft : X-15 to Orbiter, Haynes Publishing Group, 1985 (ISBN 0-85429-480-5), p. 13-19.